# نقطة بيع

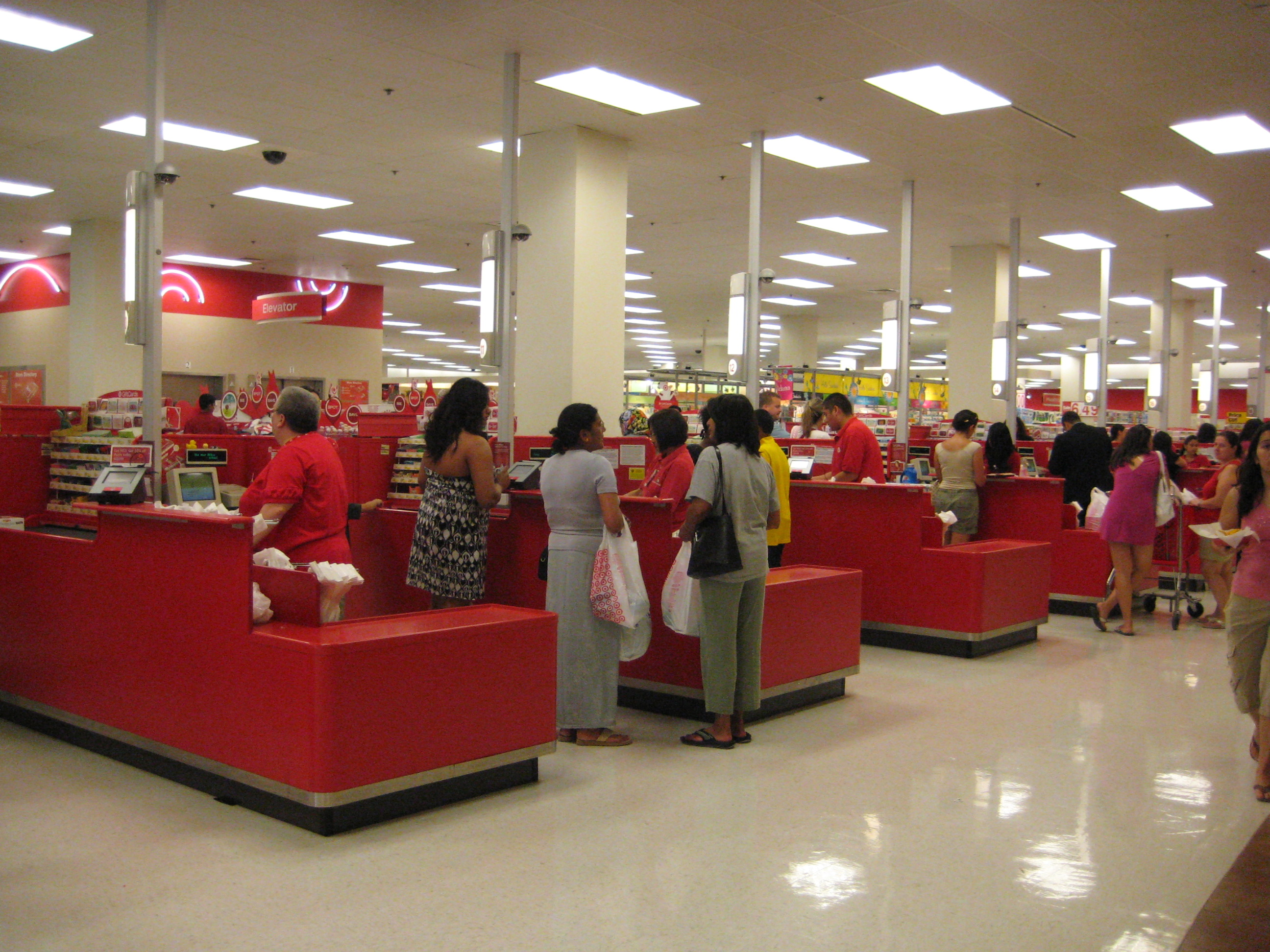
نقاط بيع في متجر تجزئة

نقطة البيع أو نقطة الشراء هي الوقت والمكان الذي يُباع فيه بالتجزئة. في نقطة البيع، يحسب التاجر المبلغ المُستحق من الزبون، ويحدد ذلك المبلغ، ويمكن أن يُجهز فاتورة للزبون (التي يمكن أن تكون شيكًا بنسخة مطبوعة)، ويشير إلى الخيارات المتاحة للزبون للدفع. وهي كذلك النقطة التي يدفع المستخدم من خلالها إلى التاجر مقابل السلع أو بعد تزويده بخدمة معينة. بعد استلام التاجر للمبلغ المدفوع، يمكن أن يصدر إيصال خاص بالعملية، والذي يُطبع غالبًا، لكن يمكن أيضًا الاستغناء عنه أو إرساله الكترونيًا.
لحساب المبلغ المستحق من عميل، يمكن أن يستخدم التاجر أجهزة متنوعة مثل الميزان، قارئة الرماز القضباني ، وآلات التسجيل النقدي. من أجل القيام بعملية دفع، تتوفر أجهزة دفع وشاشات لمس وأجهزة وبرامج أخرى.
يُشار إلى نقطة البيع غالبًا على أنها نقطة خدمة، لأنها ليست فقط نقطة بيع، إنما هي أيضًا نقطة مراجعة أو طلب للزبون. قد يتضمن برنامج بّي أو إس مميزات لوظائف إضافية، مثل إدارة المخزون، أو إدارة علاقات العملاء، والإحصائيات المالية، أو التخزين.
تتبنى الشركات بشكل متزايد أنظمة نقاط البيع، وأحد أكثر الأسباب وضوحًا وإقناعًا هو أن نظام نقطة البيع يلغي الحاجة إلى بطاقات الأسعار. أسعار البيع تكون مربوطة برمز المنتج عند إضافته إلى المخزن، إذ يمسح أمين الصندوق هذا الرمز ببساطة لإجراء عملية البيع. إذا كان هناك تغير في السعر، يمكن أن تُجرى هذه العملية بسهولة أيضًا من خلال واجهة المخزن. هناك فوائد أخرى تشمل القدرة على تنفيذ عدة أنواع من الحسومات، ونظام ولاء للعملاء، ومراقبة أكثر كفاءة للمخزون، وهذه الميزات نموذجية في جميع أنظمة نقاط البيع الإلكترونية الحديثة تقريبًا.

## الاصطلاح
يشير بائعو التجزئة والمسوقون إلى المجال الشامل لنقطة البيع على أنه نقطة شراء (بّي أو بّي)، وذلك عندما يناقشونها من وجهة نظر بائع التجزئة. هذه هي الحالة جزئيًا عند تخطيط وتصميم المجال وأيضًا عند أخذ استراتيجية التسويق والعروض بعين الاعتبار.
يشير بعض البائعين في نقاط البيع إلى نظام نقطة البيع الخاص بهم على أنه «نظام إدارة التجزئة» والذي يعتبر حقيقةً مصطلحًا مناسبًا أكثر باعتبار أن البرنامج لم يعد يعبر عن عمليات إجراء المبيعات فقط، بل إنه يأتي مع عدد من الإمكانيات الأخرى مثل إدارة المخزون، ونظام العضوية، وسجل المزود، وإدارة الحسابات، وإصدار طلبات الشراء، وتحويلات الأسهم وعروض الأسعار، وإنشاء ملصقات إخفاء الباركود، وإعداد تقارير البيع، وفي بعض الحالات ترابط أو وصل منافذ الشبكات عن بعد، وذلك على سبيل المثال لا الحصر.
مع ذلك، فإن المصطلح الأكثر رواجًا من نظام إدارة البيع بالتجزئة بين البائعين والمستخدمين النهائيين معًا، هو نظام نقاط البيع.
التعريف الأساسي والرئيسي لنظام نقطة البيع هو أنه النظام الذي يسمح بإجراء وتسجيل العمليات بين الشركة وعملائها، في وقت شرائهم للسلع والخدمات.

## نبذة تاريخية
شُغلت آلات التسجيل النقدية الإلكترونية الأولى ببرامج احتكارية وكانت وظائفها وقدرتها على الاتصال محدودة. في شهر أغسطس عام 1973، أطلقت شركة آي بي إم أنظمة تخزين 3650 وأنظمة تخزين 3660، التي كانت، في أساسها، عبارة عن حاسب مركزي يُستخدم بمثابة وحدة تحكم في التخزين يمكنها أن تنظم ما يصل إلى نحو 128 آلة تسجيل لنقطة بيع 3653/3663 من شركة آي بي إم. كان هذا النظام هو الاستخدام التجاري الأول لتقنية المخدم-الزبون واتصالات شبكة ند لند، والنسخ الاحتياطي المتزامن للشبكات المحلية، والتهيئة عن بعد. بحلول منتصف عام 1974، ثُبت في متاجر باتمارك في نيوجرسي ومتاجر ديلارد.
بُنيت إحدى أنظمة آلات التسجيل النقدية التي يتحكم بها معالج دقيق على يد ويليام بروبيك وشركائه في عام 1974، لصالح مطاعم ماكدونالدز. استخدمت معالج إنتل 8008، وهو معالج دقيق قديم جدًا (معالج سابق لإنتل 8088 المُستخدم في حواسيب آي بي إم الشخصية الأصلية). كل مركز من مراكز المطعم لديه جهازه الخاص الذي يعرض كامل الطلبية للعميل- على سبيل المثال، فانيليا شيك، ولارج فرايز، وبيغ ماك- بمفاتيح رقمية وزر من أجل كل مادة في القائمة. من خلال الضغط على الزر[شوي]، يمكن العمل على طلبية ثانية أو ثالثة أثناء إجراء العملية الأولى.
عندما يصبح العميل جاهزًا للدفع، زر [الإجمالي] سيحسب الفاتورة، بما في ذلك ضريبة المبيعات تقريبًا لجميع السلطات القضائية في الولايات المتحدة. جعل ذلك الموضوع دقيقًا بالنسبة لماكدونالدز ومناسبًا جدًا للمخدمات، ووفّر لمالك المطعم القدرة على فحص المبلغ الذي يجب أن يوجد في الصناديق المالية. يرتبط ما يصل إلى ثمانية أجهزة إلى واحد من الحواسيب المتصلة ببعضها، كي يمكن معالجة التقارير المطبوعة والأسعار والضرائب من أي جهاز مرغوب، من خلال تفعيله في وضع المدير. إضافة إلى ذاكرة تصحيح الأخطاء، تتحقق الدقة من خلال الحصول على ثلاث نسخ من جميع البيانات المهمة مع تخزين عدة أرقام من مضاعفات 3. إذا فشل واحد من الحواسيب، يجب أن يتولى الآخر المتجر بأكمله.
في عام 1986، قدم جين موشير أول برنامج رسومي لنقطة البيع يُظهر واجهة شاشة لمس تحتوي العلامة التجارية لشركة فيوتاتش على حاسب ملون أتاري 520 إس تي ذو ذاكرة تخزين 16 بت. يتميز بواجهة لمس ملونة تعمل بأدوات ذكية، تسمح هذه الواجهة بترتيب الأدوات الذكية التي تمثل عناصر القائمة بدون برمجة منخفضة المستوى. ظهر برنامج نقطة بيع الفيوتاتش إلى العامة لأول مرة في فول كومديكس، 1986، في لاس فيغاس، نيفادا أمام حشد كبير يزورون حجرة شركة أتاري للكمبيوتر. كان هذا أول نظام نقطة بيع متوفر تجاريًا مع واجهة رسومية ملونة موجهة من خلال أدوات ذكية، وثُبت في عدة مطاعم في الولايات المتحدة وكندا.
في عام 1986، قدمت شركة آي بي إم سلسلتها من تجهيزات نقاط البيع 468 إكس المستندة إلى أبحاث نظام دوس 286 المتزامنة ونظام التشغيل فليكس 1.xx، وهو نظام تشغيل مُعدل ومتعدد المستخدمين والمهام ويعمل في الزمن الحقيقي.

## وصلات خارجية
- نقطة البيع على مشروع الدليل المفتوح